# SG OrPo Danzig
Sportgemeinschaft der Ordnungspolizei Danzig – niemiecki klub piłkarski z siedzibą w Gdańsku (niem. Danzig). Istniał w latach 1920–1945.

## Historia
Został założony w 1920 roku jako klub Policji Wolnego Miasta Gdańska i nosił wówczas nazwę Sportverein Schutzpolizei Danzig. W latach 1921–1930 uczestniczył w rozgrywkach regionalnej ligi Baltenverband. Trzy razy zwyciężył w okręgu Danzig (1922, 1928, 1930), a następnie brał udział w rundzie finałowej, razem ze zwycięzcami grup Pommern i Ostpreußen, jednak ani razu nie został końcowym zwycięzcą.
W 1934 roku klub awansował do Gauligi (grupa Ostpreußen), będącej wówczas najwyższą ligą i spędził w niej 5 sezonów. W 1939 roku zmienił nazwę na
Polizei SV Danzig, a następnie w 1941 roku na Sportgemeinschaft der Ordnungspolizei Danzig. Od sezonu 1940/1941 występował w nowo utworzonej Gaulidze Danzig-Westpreußen. W trakcie sezonu 1942/1943 został zmuszony do wycofania się z rozgrywek, a w 1945 roku w wyniku przyłączenia Gdańska do Polski, klub został rozwiązany.

## Występy w Gaulidze
| Liga                                    | Sezon     | Pozycja      |
| --------------------------------------- | --------- | ------------ |
| Gauliga Ostpreußen Gruppe I             | 1934/1935 | 5.           |
| Gauliga Ostpreußen Bezirksklasse Danzig | 1935/1936 | 6.           |
| Gauliga Ostpreußen Bezirksklasse Danzig | 1936/1937 | 6.           |
| Gauliga Ostpreußen Bezirksklasse Danzig | 1937/1938 | 3.           |
| Gauliga Ostpreußen                      | 1938/1939 | 4.           |
| Gauliga Danzig-Westpreußen              | 1940/1941 | 6.           |
| Gauliga Danzig-Westpreußen              | 1941/1942 | 8.           |
| Gauliga Danzig-Westpreußen              | 1942/1943 | nie ukończył |